# 經濟部經貿人員培訓所
經濟部經貿人員培訓所為中華民國經濟部的直屬四級機構。專門培育訓練部屬事業機構與行政機關人才，以及委託培訓相關公民營企業人員。

## 歷史
- 1969年，經濟部成立南、北兩個專業研究班，培訓國營事業人員。
- 1973年，撤銷南區班，北區班更名為「經濟部專業人員研究中心」並擴大培訓人才範圍。
- 2023年10月16日，法制化改為「經濟部經貿人員培訓所」。

## 組織架構
- 所長
  - 秘書

- 教務科
- 行政科
- 主計員（經濟部會計處派員兼任）
- 人事管理員（經濟部人事處派員兼任）[2]

## 外部連結
- 經濟部經貿人員培訓所